# Hipposideros madurae
Hipposideros madurae és una espècie de ratpenat de la família dels hiposidèrids. És endèmic d'Indonèsia (illes de Java i Madura), on viu a altituds de fins a 1.000 msnm. El seu hàbitat natural són les coves situades en boscos. Està amenaçat per la mineria de pedra calcària i la tala d'arbres. El seu nom específic, madurae, significa ‘de Madura’ en llatí.